# 藍色巴西航空

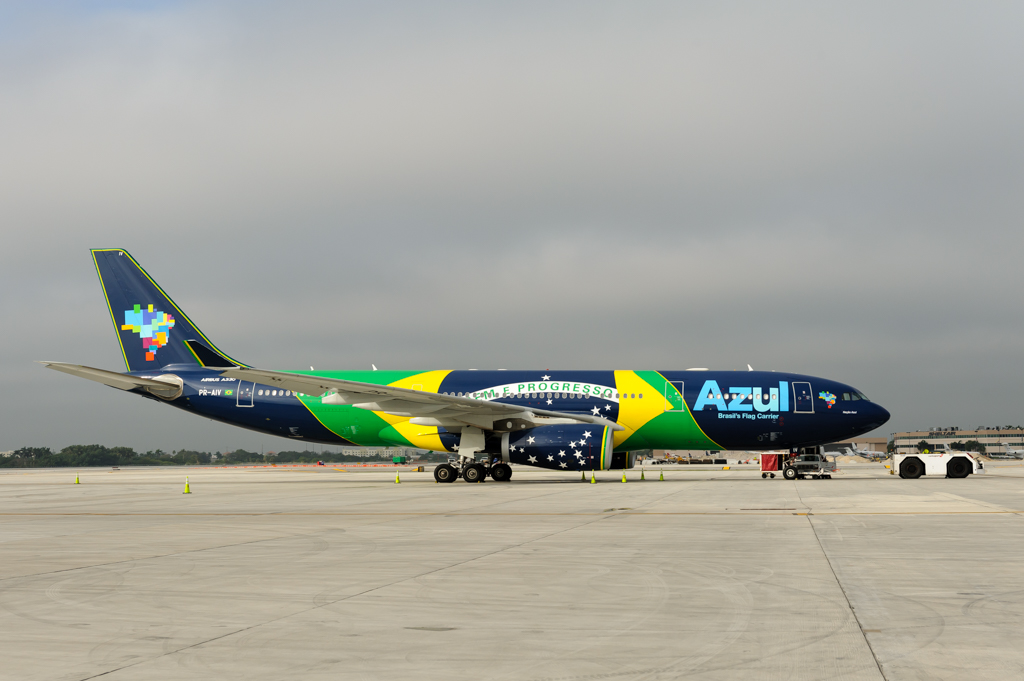
藍色巴西航空A330-200

藍色巴西航空（葡萄牙語：Azul Linhas Aéreas Brasileiras，又譯Azul航空）是一家以巴魯埃里為總部的巴西籍航空公司。藍色巴西航空是巴西境內較新的一間民用航空公司，也是一間低成本航空公司，在國內線及拉丁美洲內部航線均以低成本模式營運。但拉丁美洲以外的中、長程國際線會偏為較像傳統航空的模式營運，但依舊維持較為低廉的票價。該公司的飛航模式是遍及巴西的一些航線不足的市場，提供頻繁且廉價又直飛的航空運輸服務，以刺激巴西國內的航空運輸需求。藍色巴西航空是由巴西出生的大衛·尼爾曼（美國低成本航空公司捷藍航空的創辦人）在2008年5月5日創立，創始時藍色巴西航空就訂購了76架巴西航空工業E195客機作為最初的機隊需求。藍色巴西航空在2008年12月15日開始營運。目前由於經過多次併購及合併，目前旗下已經擁有147架客機組成的機隊。旅遊平台2017年和2018年皆把藍色巴西航空列入全球最佳10大航空。
2015年11月24日，海航集团与蓝色巴西航空订立长期策略伙伴协议，海航集团以4.5億美元收购蓝色巴西航空23.7%权益，并将委任新成员加入董事会。
2018年4月27日海航集团以1.3832億美元，折合8.77億人民幣出售蓝色巴西航空20%（14534502股）優先股給聯合航空
2018年6月27日海航集团在紐約証券交易所以每股16.15美元出售蓝色巴西航空17.95%（58138006股）優先股，套現3.02473億美元，出售完成，海航集团將不再持有蓝色巴西航空

根據巴西國家民航機構，在2014年1月至12月，藍色巴西航空佔國內16.7％的國際航線市場份額，按照每飛行乘客公里計算則為15.39％，使其成為繼巴西天馬航空和高爾航空之後的巴西第三大航空公司，也是巴西發展最快的航空公司。且在2014年底開始透過與合作伙伴的方式，以及購入新的大型長程客機，並開始逐步開航並經營中長程國際航線，將在未來
逐步轉型成為一家國際性的航空公司。

## 歷史
藍色巴西航空為捷藍航空創辦人大衛·尼勒曼所創立的第三間航空公司。藍色巴西航空於2008年12月15日在巴西國內市場開始營運，初時服務三個巴西國內區域性城市：坎皮纳斯、萨尔瓦多和阿雷格里港。剛開始營運時，機隊僅有三架E195及兩架E190。在2009年1月，原有5架飛機的機隊中又在加入了三架飛機，以提供由坎皮纳斯往维多利亚和庫里奇巴的不停站直飛服務。
在2012年5月28日，藍色巴西航空宣布收購巴西最大的區域性航空公司TRIP航空。2012年12月2日，藍色巴西航空與TRIP開始全面的班號共用服務，但是包含TRIP航空的所有航班均改採用藍色巴西航空的IATA代號“AD”。在2013年6月3日，巴西的政府部門給了最後合併許可，但有幾個關於TRIP航空未來的塗裝問題與巴西天馬航空的班號共用的存續問題以及藍色巴西航空在圣杜蒙特机场的航班起降總時數的問題仍有部分爭議。在2014年5月6日，在政府部門許可後，合併過程正式完成。隔日，TRIP的品牌正式停用，而TRIP所有資產及航班起降時間帶都劃歸由存續公司藍色巴西航空所有。
雖然藍色巴西航空現在並非航空聯盟的成員，但是它在2014年1月和聯合航空簽定了班號共用協議，容許聯合航空MileagePlus會員在2014年4月1日後搭乘藍色巴西航空時獲得航空里程。
在2014年12月，藍色巴西航空開始了它的首兩條定期國際航線。在12月2日開始劳德代尔堡航線，以及在12月15日開始奥兰多航線。這兩個新航點都位在美國。
在2015年初，藍色巴西航空宣布已簽定購買35架空中客車A320neo飛機的同意書，並會額外租貸28架同款客機，以增加並擴增巴西國內幹線及拉丁美洲的區域國際航線服務，以提昇該公司市場份額並取得利潤。

## 通航城市

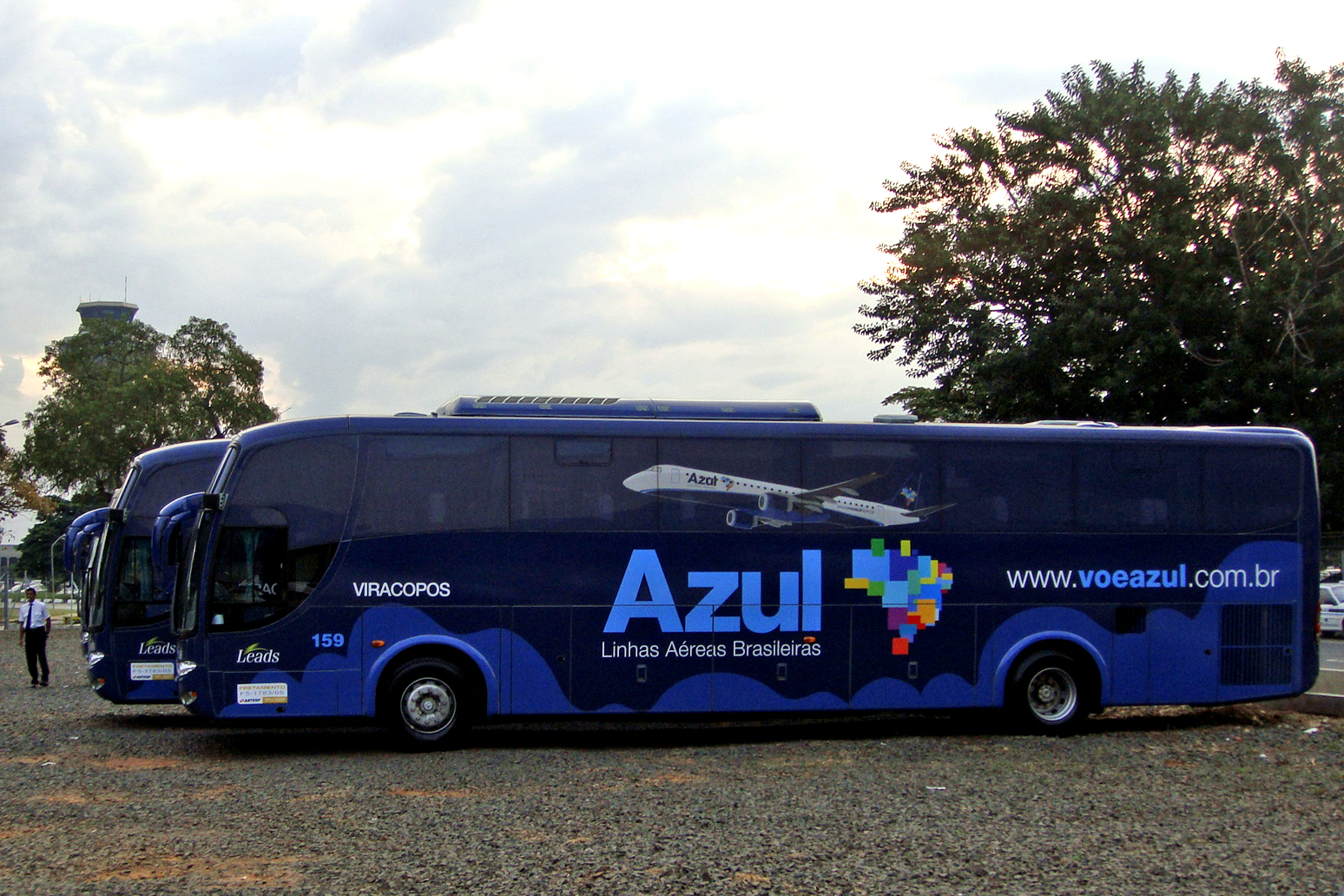
藍色巴西航空接駁巴士

藍色巴西航空現在在巴西、拉丁美洲和美國總共有107個通航城市，另有提供機場接駁巴士服務連接更多地點。

## 機隊

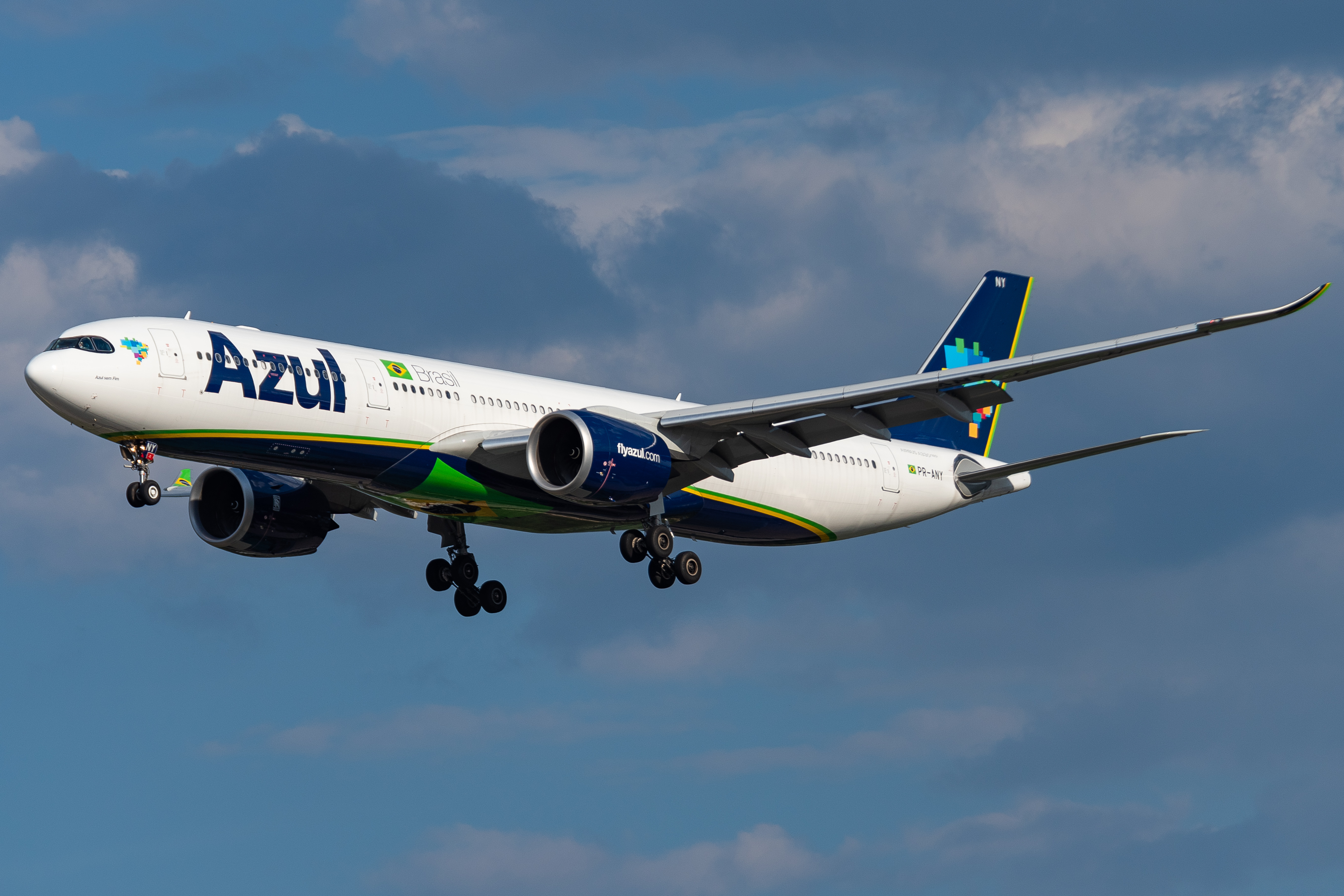
蓝色巴西航空A330-900neo

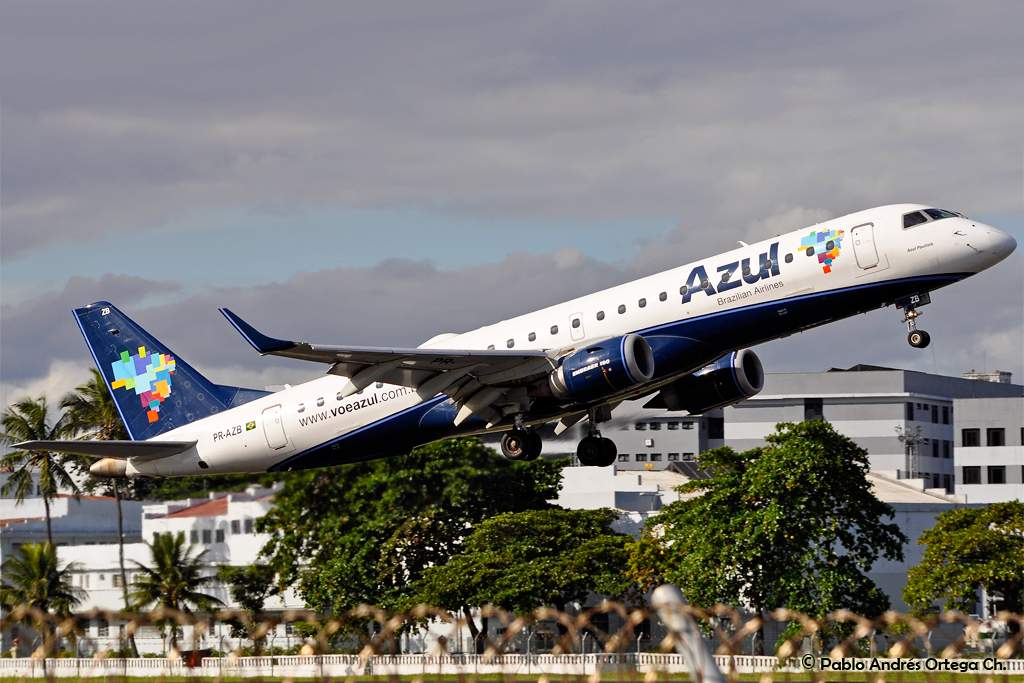
藍色巴西航空E190

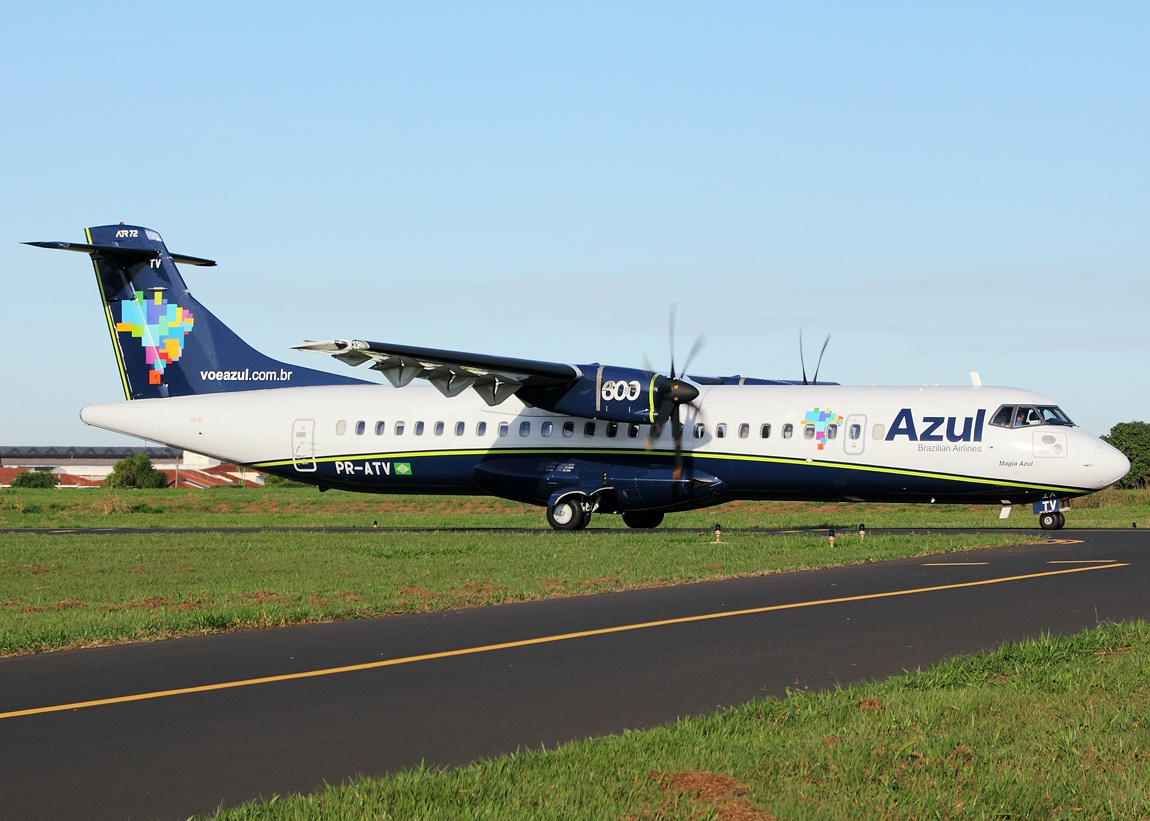
藍色巴西航空ATR 72-600

截至2022年12月，藍色巴西航空所擁有的機隊組成如下：

## 飛行常客奖励计划
TudoAzul是藍色巴西航空的飛行常客奖励计划。賺取分數依據購票金額（即Revenue-based），而非飛行哩程。